# پکار

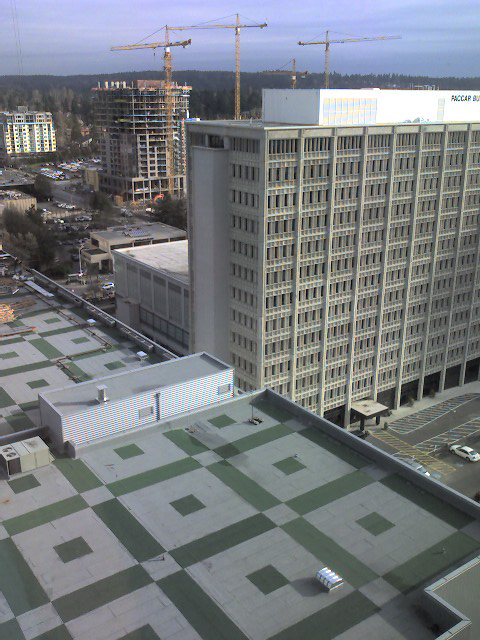
ساختمان مرکزی شرکت پکار، در شهر بلویو، واشینگتن

پکار (به انگلیسی: Paccar) شرکت صنایع سنگین آمریکایی است، که هم‌اکنون پس از شرکت‌های دایملر آ گ و ولوو، سومین تولیدکننده انواع کامیون و خودروهای سنگین در جهان می‌باشد.
پیشینه شکل‌گیری این شرکت به سال ۱۹۰۵ و تأسیس شرکت خودروسازی سیاتل بازمی‌گردد و فرم کنونی این شرکت نیز در سال ۱۹۷۱ شکل گرفت. دفتر مرکزی گروه پکار در شهر بلویو، واشینگتن قرار دارد.
شرکت پکار از طریق شرکت‌های تابعه و فرعی خود، در زمینه تولید وسایل نقلیه سبک و متوسط نیز فعالیت می‌کند. از برندهای شناخته‌شده پکار می‌توان به: کنوورث، داف، پیتربیلت و لیلاند اشاره کرد.